# Antonio Prohías
Antonio Prohías (ur. 17 stycznia 1921 w Cienfuegos, zm. 24 lutego 1998 w Miami) – kubański rysownik, twórca satyrycznych komiksów. Jego najbardziej znanym dziełem jest seria komiksów Spy vs. Spy, publikowana w czasopiśmie Mad od 1961 roku. W maju 1960 roku wyemigrował do Stanów Zjednoczonych, gdzie pozostał aż do śmierci.
Zmarł w wieku 77 lat na raka płuc.